# Rond de Landéda
Le Rond de Landéda est une danse bretonne originaire de Landéda dans le Bas Léon. Elle se décompose en deux parties : la ronde et la figure. 
Les danseurs effectuent le pas du laridé à six temps mais effectuent une série de 4 sauts croisés vers la gauche lors du refrain. Les danseurs se tiennent par la main et balancent les bras.
Dans certaines variantes locales la série de sauts croisés se limite à deux sauts.

## Extraits sonores
- Rond de Landéda sonné au violon par Luc Danigo et à la guitare par Philippe Lamézec.